# Johann Matthäus Hassencamp

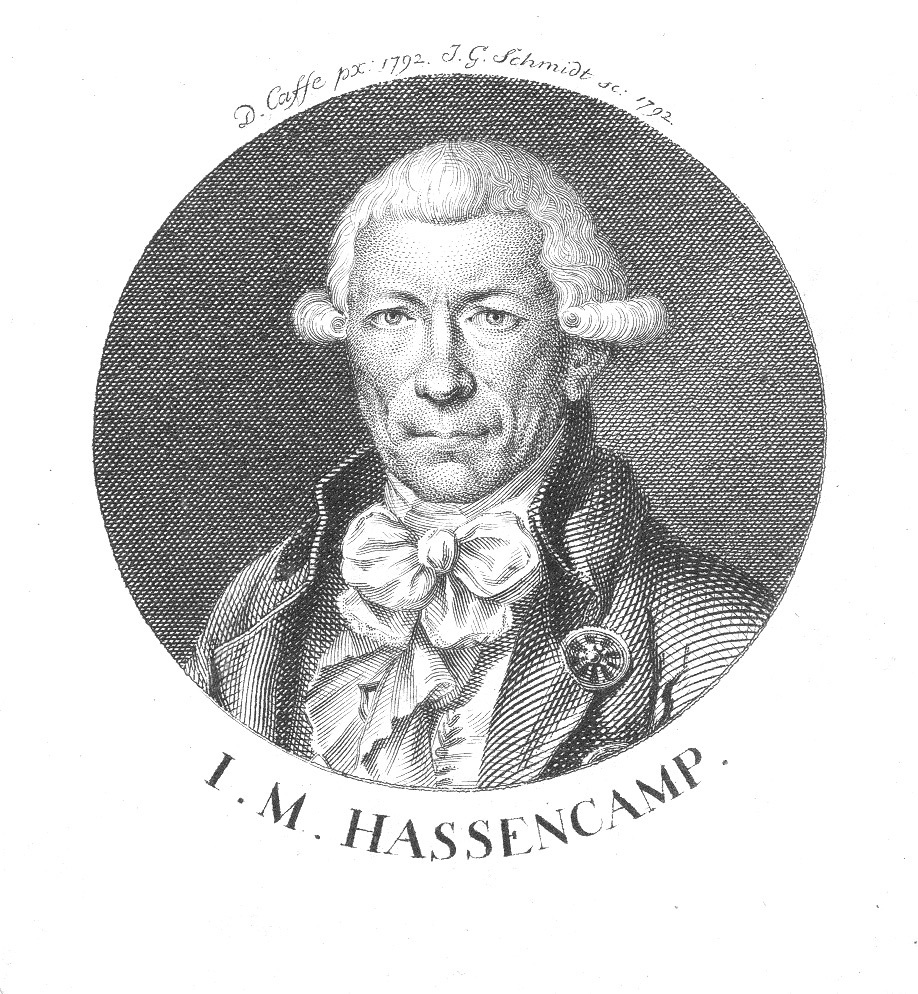
Johann Matthäus Hassencamp

Johann Matthäus Hassencamp (Marburg, 28 juli 1748 – 6 oktober 1797) was een Duits luthers theoloog, oriëntalist en wiskundige.

## Biografie
Hassencamp was de zoon van een handelaar en gemeenteraadslid. Hij studeerde filologie, filosofie, wiskunde en evangelische theologie aan de universiteiten Marburg en Göttingen. Het examen pro candidatura heeft hij in 1766 met goed gevolg afgesloten. Daarna reisde hij voor een studiereis door Frankrijk, Nederland en Engeland. In 1768 habiliteerde Johann Hassencamp zich in Marburg. Daarop werkte hij als leraar aan de Universiteit van Rinteln, waaraan hij wiskunde en oriëntalistiek doceerde. In 1777 werd hem ook het toezicht op de universiteitsbibliotheek overdragen; in 1789 werd hij benoemd tot lid van de kerkenraad.

## Publicaties (selectie)
- (de)  Annalen der neuesten theologischen Litteratur und Kirchengeschichte (1789 tot 1797; wekelijks tijdschrift)
- (de)  Geschichte der Bemühungen, die Meereslänge zu finden (Rinteln, 1769)
- (de)  Von dem großen Nutzen der Strahlableiter, und ihrer vortheilhaftesten Einrichtung zur Beschützung ganzer Städte (Rinteln, 1784)
- (de)  Annalen der neuesten theologischen Litteratur und Kirchengeschichte